# Duško Gojković
Duško Gojković (Jajce, Reino de Yugoslavia, 14 de octubre de 1931-Múnich, 5 de abril de 2023) fue un trompetista compositor y arreglista de jazz serbio.

## Biografía
Gojković nació en Jajce, ex Yugoslavia, ahora Bosnia y Herzegovina. Estudió en la Academia de Música de Belgrado de 1948 a 1953. Tocó la trompeta en varias bandas de Dixieland y, aunque sólo tenía dieciocho años, se unió a la Big Band de Radio Belgrado. Después de pasar cinco años allí, decidió continuar su carrera en Alemania Occidental. En 1956 grabó su primer LP como miembro de la banda de Frankfurt All Stars. Pasó los siguientes cuatro años como miembro de la orquesta de Kurt Edelhagen como primera trompeta. En estos años tocó con jazzistas notables como Chet Baker, Stan Getz y Oscar Pettiford. En 1958 actuó en el Festival de jazz de Newport y atrajo mucha atención en ambos lados del Océano Atlántico. En 1961 le ofrecieron una beca para los estudios de compositor y de arreglista en el Berklee College. Aceptó la oferta y terminó los estudios. Gojković dice de su estancia en el Berklee: "Fue fantástico. Creo que no perdí ni un solo día en un año y medio. Fue tan emocionante. Grandes maestros. También nos hicimos amigos. El gran Herb Pomeroy era mi maestro primario... Herb estaba allí para mostrarte lo que está mal y ayudarte a resolverlo. Hubo algunos estudiantes en ese momento muy conocidos, incluyendo a Gary Burton, Tony Williams, Mike Gibbs, Steve Markus, Dave Young y Sadao Watanabe."
Después de los estudios fue invitado por el líder de banda canadiense Maynard Ferguson para unirse a su banda. Gojković actuó como segunda trompeta hasta la ruptura de la banda en 1964. A continuación regresó a Europa, formó su sexteto, y en 1966 grabó su primer álbum Swinging Macedonia, producido por Eckart Rahn, con música que originalmente compuso inspirado por la música de los Balcanes. Para su sexteto fichó en Roma al gran pianista Mal Waldron, que atravesaba un momento de crisis personal y al que ayudó a permanecer en la escena del jazz europeo y alejarse de la Nueva York de mediados de los años 60, que era perjudicial para él. Gojković comenta así su descubrimiento de Waldron: "Poco después de regresar de Nueva York, viajé a Roma para un concierto con Sal Nistico y el Quinteto en el club de jazz "Crazy Horse", propiedad de una excelente cantante de jazz italiano, Lillian Terry. Una tarde estábamos conduciendo en su coche por la ciudad y vi a un hombre negro de aspecto familiar de pie en una esquina temblando. Le pregunté a Lillian: "¿Quién es ese?" Ella respondió, "Mal Waldron, el pianista estadounidense que trabajó con Lady Day y John Coltrane". Le dije: "¡Para el auto!" Fui a su encuentro y saludé. Muchos meses más tarde me dijo que así pudo salvar su vida y alejarse de la escena de la droga en Nueva York. De todos modos, le dije que estaba buscando un pianista y le pregunté si vendría a Colonia a tocar en el club de jazz de mi hermana. Se quedó por allí al menos un año, luego nos mudamos a Munich."
En los años siguientes, tocó con Miles Davis, Dizzy Gillespie, Oscar Pettiford, Gerry Mulligan, Sonny Rollins, Duque Jordán, y Slide Hampton. En 1966 continuó su carrera en la big band de Kenny Clarke-Francy Boland. En 1968 se estableció en Múnich y formó su propia big band con artistas como Rolf Ericsson, que duró hasta 1976.
Su álbum de 1994 Soul Connection, en el que participaron Tommy Flanagan, Jimmy Heath, Eddie Gómez y Mickey Roker le ganó una amplia aclamación. Soul Connection fue seguido por "Bebop City" que contó con el joven saxofonista Abraham Burton, Kenny Barron en el piano, Ray Drummond en el bajo y Alvin Queen en la batería. En 1996 se cumplió un largo deseo de Dusko: la grabación de su propia banda con su música "Balkan Connection". En 1997 publicó Balkan Connection, un doble CD: el primero un quinteto con el saxofonista italiano Gianni Basso, el segundo con la orquesta de la Radio Alemana del Norte (NDR) acompañado por su sección de ritmo y Gojković como solista. Su siguiente álbum fue In My Dreams (2001) grabado con su cuarteto.
En 2003, Gojković abrió un nuevo capítulo en su carrera con su álbum Samba do Mar, en el que compone por primera vez inspirado en la música brasileña. En 2004 se le presentó, en el 200 aniversario del moderno estado serbio, la oportunidad de reunir en Belgrado una internacional All Star Big Band con quien grabó el álbum A Handfull of Soul. Su álbum Samba Tzigane salió en 2006. Gojković celebró su 75 cumpleaños en 2006 con un gran concierto en Belgrado.

## Estilo
Durante su carrera Duško Gojković ha construido su propio estilo reconocible por la precisión, la brillantez de su técnica y su cálido sonido, así como sus canciones melódicas en la composición. Su agitada vida es como un espejo de medio siglo de la historia del jazz. Gojković expandió las normas técnicas de tocar la trompeta, tocado con todos los grandes del género y, finalmente, se convirtió en uno de ellos. Desde 1955 ha sido una influencia formativa no sólo en el jazz alemán. Ha actuado y grabado con solistas como Dizzy Gillespie, Gerry Mulligan, Stan Getz, Sonny Rollins, Lee Konitz, Chet Baker, Woody Herman, Johnny Griffin, Mal Waldron, Phil Woods, Tommy Flanagan, Kenny Clarke, Kenny Barron y muchos más, y es muy admirado en los Estados Unidos y Japón. Es conocido por su inconfundible fraseo melódico sobre todo en las baladas con la trompeta, la trompeta con sordina, y el flugelhorn.

## Discografía

### Como líder[5]
- 1966: Belgrade Blues (con Sal Nistico y Carl Fontana)[6]
- 1966: Swinging Macedonia (con Nathan Davis, Mal Waldron)
- 1966: Take Me in Your Arms
- 1970: As Simple As It Is
- 1971: It's About Blues Time
- 1971: Ten To Two Blues (con Tete Montoliu)
- 1971: After Hours
- 1974: Slavic Mood
- 1975: East of Montenegro (Recorded live at the Belgrade Jazz Festival 1975, the long lost tape that was missing from Radio Belgrade’s archive has been found and appeared to be of extremely high quality and value and essential bit of jazz archaeology and finally released in 2001 on Cosmic Sounds in UK.)
- 1977: Wunderhorn
- 1979: Trumpets & Rhythm Unit
- 1983: Blues in the Gutter (The Cosmic Sounds’ 5 Horns & Rhythm from 2002 is the first CD reissue of winter 1983 session when five exceptional musicians guttered in Sarajevo on the eve of the Winter Olympic Games and the whole session is featured on 2 CDs, while there are also LP reissues by the same label entitled Blues In The Gutter – “5 Horns & Rhythm”, Sarajevo Session 1983 Record 1 and Snap Shot – “5 Horns & Rhythm”, Sarajevo Session 1983 Record 2.)
- 1983: A Day in Holland (Nilva Records)
- 1983: Adio-Easy Listening Music (PGP RTB)
- 1983: Snap Shot (The Cosmic Sounds’ 5 Horns & Rhythm from 2002 is the first CD reissue of winter 1983 session when five exceptional musicians guttered in Sarajevo on the eve of the Winter Olympic Games and the whole session is featured on 2 CDs, while there are also LP reissues by the same label entitled Blues In The Gutter – “5 Horns & Rhythm”, Sarajevo Session 1983 Record 1 and Snap Shot – “5 Horns & Rhythm”, Sarajevo Session 1983 Record 2.)
- 1987: Celebration (DIW, con Kenny Drew, Jimmy Woode, Al Lewitt)
- 1992: Balkan Blue
- 1994: Soul Connection
- 1995: Bebop City
- 1996: Balkan Connection
- 2001: Portrait (con Kenny Barron, Tommy Flanagan, Eddie Gómez, Jimmy Heath, Oscar Pettiford)
- 2001: In My Dreams
- 2003: Samba Do Mar
- 2005: A Handful of Soul
- 2006: Samba Tzigane
- 2008 "Balkan Project" con Tony Lakatosh, Claus Reible, Martin Gjakonovski, Mario Gonzi & Soul Connection Big Band
- 2010: Summit Octet: 5ive Horns & Rhythm (Originally released as Five Horns & Rhythm Unit in Serbia on the B92 label in 2009, and a year later in Germany on Enja with different cover and title, as 5ive Horns & Rhythm)
- 2011: Tight But Loose (con Scott Hamilton)
- 2013: The Brandenburg Concert - "Dusko with strings"
- 2014: Latin Haze (con Big Bend RTS y Martin Gjakonovski) (Originally released on CD in Serbia on the PGP RTS label in 2014 and titled to Duško Gojković & Big Bend RTS feat. Martin Gjakonovski, and a year later in Germany on the Enja label with different cover and with one track missing; it is “Latin Department” which the big band recorded without Gojković).
- 2016: Uros Peric & Dusko Goykovich. All of Me[7]

### Como músico de sesión
Con la Kenny Clarke/Francy Boland Big Band
- Swing, Waltz, Swing (Philips, 1966)
- Faces (MPS, 1968)
- Latin Kaleidoscope (MPS, 1968)
- Fellini 712 (MPS, 1969)
- All Blues (MPS, 1969)
- More Smiles (MPS, 1969)
- Off Limits (Polydor, 1970)
- November Girl (Black Lion, 1970 [1975]) with Carmen McRae

Con Ekrem & Gypsy Groovz
- Rivers of Happiness (Enja, 2005)

Con la Maynard Ferguson Orchestra
- The New Sounds of Maynard Ferguson and His Orchestra (1964)

Con la Woody Herman Big Band
- Live in Antibes (1965)
- Woody's Winners (1965)
- Jazz Hoot (1965)
- Woody Live East and West (1965)
- My Kind of Broadway (1965)

Con Emergency
- Emergency (CBS, 1971)

Con la YU All Stars 1977
- 4 Lica Jazza (Jugoton, 1978)

Con Alvin Queen
- Ashanti (1981) (Nilva)

Con Dušan Prelević
- U redu, pobedio sam (RTB, 1991)

Con la Sarajevo Big Band y Sinan Alimanović
- Najveći koncert u gradu (2000)